# NGC 6324
NGC 6324 é uma galáxia espiral (Sbc) localizada na direcção da constelação de Ursa Minor. Possui uma declinação de +75° 24' 28" e uma ascensão recta de 17 horas, 05 minutos e 25,3 segundos.
A galáxia NGC 6324 foi descoberta em 12 de Dezembro de 1797 por William Herschel.